# 162e division blindée (Israël)
Pour les articles homonymes, voir 162e division.

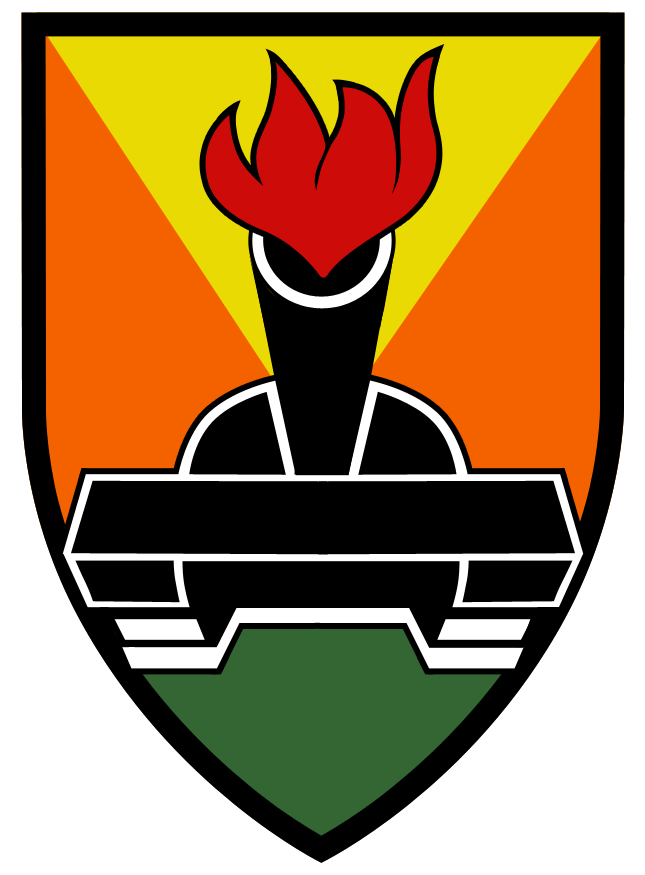
Emblème de la 162e division « Ha-Plada ».

La 162e division blindée « Ha-Plada », également connue sous le nom de Formation d'Acier (hébreu : עֻצְבַּת הַפְּלָדָה, Utzbat HaPlada), est une division blindée des forces de défense israéliennes subordonnée au Commandement méridional.

## Histoire
La division joua un rôle crucial dans la guerre du Kippour en 1973 dans le Sinaï, sous Abraham Adan.
Bien qu'à l'époque rattachée au commandement régional central, la 162e division participe aux combats contre le Hezbollah, de juillet à août 2006, dans le secteur ouest du sud-Liban et au nord de Bint-Jbeil. La division atteint le fleuve stratégique Litani, qui sépare le Liban contrôlé par le Hezbollah du centre du Liban. La division participe à des escarmouches avec le Hezbollah jusqu'au 27 septembre.

Organisation de la division en 2023.

Lors de la guerre à Gaza depuis 2023, la division est engagée dans l'invasion israélienne de la bande de Gaza. Le 19 décembre 2023, Itzik Cohen, commandant de la division, déclare que ses forces ont réussi à « briser les capacités opérationnelles » de la brigade du Hamas dans le nord de la ville de Gaza, et affirme que sa division a le « contrôle opérationnel » à Jabaliya. Pendant le siège de Gaza, des soldats de la brigade du Nahal (relevant de la 162e division), en collaboration avec les forces d'opérations spéciales israéliennes, découvrent le 7 janvier 2024 une importante usine d'armes lors de raids dans les quartiers d'Al-Daraj et de Tuffah. Un réseau de tunnel mène à une importante galerie de 100 mètres de long contenant un site de production de missiles où des composants d'armes de précision sont retrouvés, des images du site partagées par Tsahal montrant la conception d'un moteur de missile de croisière et d'une ogive, indiquant la possible implication iranienne dans le conflit.